# Barras y estrellas (periódico)
Barras y Estrellas, conocido también por su nombre original inglés Stars and Stripes, es un periódico diario militar estadounidense que ofrece actualidad y asuntos referentes sobre y para los miembros de las Fuerzas Armadas de los Estados Unidos. Aunque procede del Departamento de Defensa, su editorial no es dependiente directamente de él, y su independencia periodística está legalmente garantizada por la Primera Enmienda a la Constitución. Aparte de su versión nacional, Barras y estrellas imprime diariamente distintas versiones del periódico orientadas a los soldados estadounidenses desplegados en diferentes zonas del mundo, como Europa, Oriente Medio, Japón y Corea del Sur. El periódico tiene su sede en Washington D. C.
Desde la Segunda Guerra Mundial se imprime una edición diaria.

## Historia
El periódico nació el 9 de noviembre de 1861, en plena Guerra de Secesión. Soldados de varios batallones que estaban acampados en Bloomfield, Misuri, encontraron una oficina de prensa local vacía, y decidieron comenzar a escribir un pequeño periódico narrando sus actividades.
Barras y Estrellas ha acompañado siempre a los ejércitos estadounidenses en las mayores guerras en las que han participado, como la Primera y Segunda Guerra Mundial, la Guerra de Corea, la Guerra de Vietnam y más recientemente las de Afganistán e Irak. Se han escrito siempre varias versiones distintas, para que tratasen en relación con el escenario mundial concreto donde estuvieran destinadas las distintas unidades.
De los soldados que participaron en el periódico militar salieron algunos conocidos nombres, como Harold Ross, el fundador de la revista New Yorker, o Bill Mauldin, que consiguió dos premios Pulitzer.

## Cine
El protagonista de la película La Chaqueta Metálica, Matthew Modine, interpreta a un soldado que es a su vez redactor de Barras y Estrellas.